# PANORAMA (沢田研二のアルバム)
『PANORAMA』（パノラマ）は、日本の歌手である沢田研二の28作目となるオリジナルアルバム。
1991年6月14日東芝EMI／イーストワールドよりリリース。

## 解説
前作『単純な永遠』に引き続き吉田建がプロデュースを担当した。様々なスタイルの曲が収録されたためになかなかタイトルが決まらなかったが、最終的には広範囲を意味する「PANORAMA」に落ち着いた。
作詞には冒頭から麻生圭子、及川眠子、コシミハルといった女性作家が続く他、サエキけんぞう（パール兄弟）、陣内大蔵、森雪之丞といった男性作家に加え、泉谷しげるという意外な起用も見せている。これは当時、吉田と村上“ポンタ”秀一が沢田と同時に泉谷のバンドメンバーも務めていたことによる。作曲ではNOBODY、小林孝至（THE BOOM）、倉掛英彰、平井夏美といったバラエティ豊な面々を揃えている。なお、陣内、三宅伸治（MOJO CLUB）、PANTA（頭脳警察）は作詞、作曲共に手がけている。
なお、早川タケジはコスチュームデザインのみに留まり、アートワークはYMOのジャケットデザインなどで知られる奥村靫正が担当している。ジャケット写真はベルギーのシュルレアリズムの画家、ルネ・マグリットの絵画『奇術師（四本腕の自画像）』（原題:LE SORCIER）をモチーフとしている。
本作が発表された1991年は沢田にとってデビュー25周年にあたり、トータルベストな内容のLIVE「ジュリーマニア」が日本武道館で開催された他、ポリドール時代のアルバムの初CD化やNHK-BS2で大々的な特番（25周年にちなみ25時間放送）が放送された。

## 収録曲
1. 失われた楽園
  - 作詞:麻生圭子／作曲:NOBODY／編曲:吉田建
2. 涙が満月を曇らせる
  - 作詞:及川眠子／作曲:NOBODY／編曲:吉田建
3. SPLEEN〜六月の風にゆれて〜
  - 作詞:コシミハル／作曲:小林孝至／編曲:鶴来正基
4. 2人はランデブー
  - 作詞:サエキけんぞう／作曲:吉田建／編曲:鶴来正基

「SPLEEN 〜六月の風にゆれて〜」のカップリング曲。
5. BACK DOORから
  - 作詞・作曲:三宅伸治／編曲:吉田建
6. 夜明け前のセレナーデ
  - 作詞・作曲:陣内大蔵／編曲:鶴来正基
7. STOIC HEAVY〜盗まれた記憶〜
  - 作詞:泉谷しげる／作曲・編曲:吉田建
8. テキーラ・サンセット
  - 作詞:森雪之丞／作曲:倉掛英彰／編曲:吉田建

歌手のサンディーとのデュエット。
9. 君の憂鬱さえも愛してる
  - 作詞:森雪之丞／作曲:陣内大蔵／編曲:吉田建
10. 月の刃
  - 作詞・作曲:PANTA／編曲:吉田建
11. Don't be afraid to LOVE
  - 作詞:沢田研二／作曲:平井夏美／編曲:吉田建

## 参加ミュージシャン
- Drums：村上“PONTA”秀一 (Special Thanks to “PEARL” & “SABIAN”)
- Bass：吉田建
- Guitars：柴山和彦, 土方隆行, 告井延隆, 三宅伸治 (MOJO CLUB)
- Keyboards：小林信吾, 朝本浩文, 鶴来正基
- Keyboard Programming & Equipment：石川鉄男 (SMILE), 渋谷年治 (TIGHT ROPE), 棚橋信仁
- Percussion：大儀見元
- Chorus：NOBODY, SANDII from SUNSETZ
- S. Sax：本田雅人
- Strings： Tomoda Strings